# Rue Daviel
Pour les articles homonymes, voir Daviel.
La rue Daviel est une voie du 13e arrondissement de Paris située dans le quartier de la Maison-Blanche.

## Situation et accès
La rue Daviel est desservie à proximité par la ligne 6 aux stations Corvisart et Glacière.

## Origine du nom
Elle porte le nom du médecin ophtalmologiste Jacques Daviel (1696-1762), qui fut le premier à réussir une opération de la cataracte.

## Historique

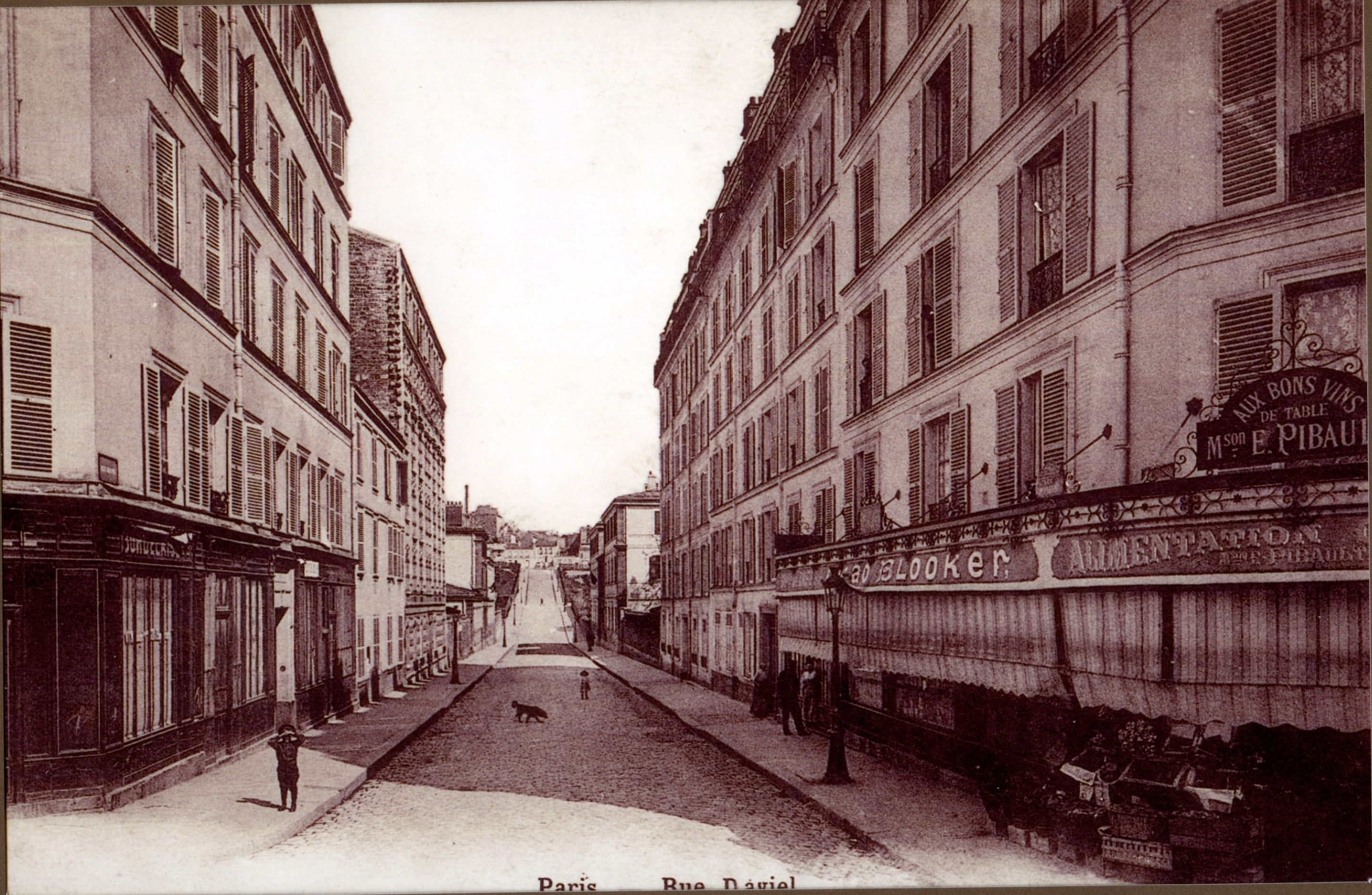
La rue Daviel, au début du XXe siècle.

La rue est ouverte dans la seconde moitié du XIXe siècle. Une ancienne partie communiquant avec le chemin de Gentilly (la rue de la Glacière) portait le nom de rue « Saint-François-de-Sales. Cette partie, orientée en pente vers l'est, s'arrêtait à la Bièvre, alors à l'air libre. 
Autrefois, la Bièvre terminait donc le sentier devenu la « rue Saint-François-de-Sales » vers 1870. C'était une rue bordée aussi d'une menuiserie, d'un petit atelier de mécanique et d'une tannerie à proximité. Cette dernière subsista fort longtemps, jusque dans les années 1960. Des camions, au chargement de peaux parfois dégoulinantes, descendaient puis remontaient en empruntant d'abord le porche du 93, rue de la Glacière puis un assez long passage en descente dont les pavés faisaient brinquebaler les véhicules.
Le comblement de la vallée à la fin du XIXe siècle après la couverture de la Bièvre a considérablement adouci la pente de la rue Barrault à la rue Vergniaud. Celle-ci a été établie sur des remblais au niveau du deuxième étage de certaines maisons. 
La rue Daviel fut profondément modifiée entre 1958 et 1969 à l'occasion des destructions et des reconstructions de l'îlot Bièvre. Les écoles communales qui la bordaient depuis les années 1880 ont disparu (école maternelle côté nord ; écoles des filles puis des garçons dans le même groupe de bâtiments avec séparation des deux par les bureaux et appartements des directeur et directrice et aussi du cabinet médical côté sud), ainsi que les immeubles de sa partie nord depuis la rue de la Glacière presque jusqu’à la rue Vergniaud. Entre ces deux rues, seuls deux immeubles d'origine subsistent vers la fin de la rue côté impair en touchant à la rue de la Glacière.
Il est à noter que la restructuration de cet îlot Bièvre a permis d'adoucir les pentes de part et d'autre de ce qui fut la « charmante » rivière « des castors ».

## Bâtiments remarquables et lieux de mémoire

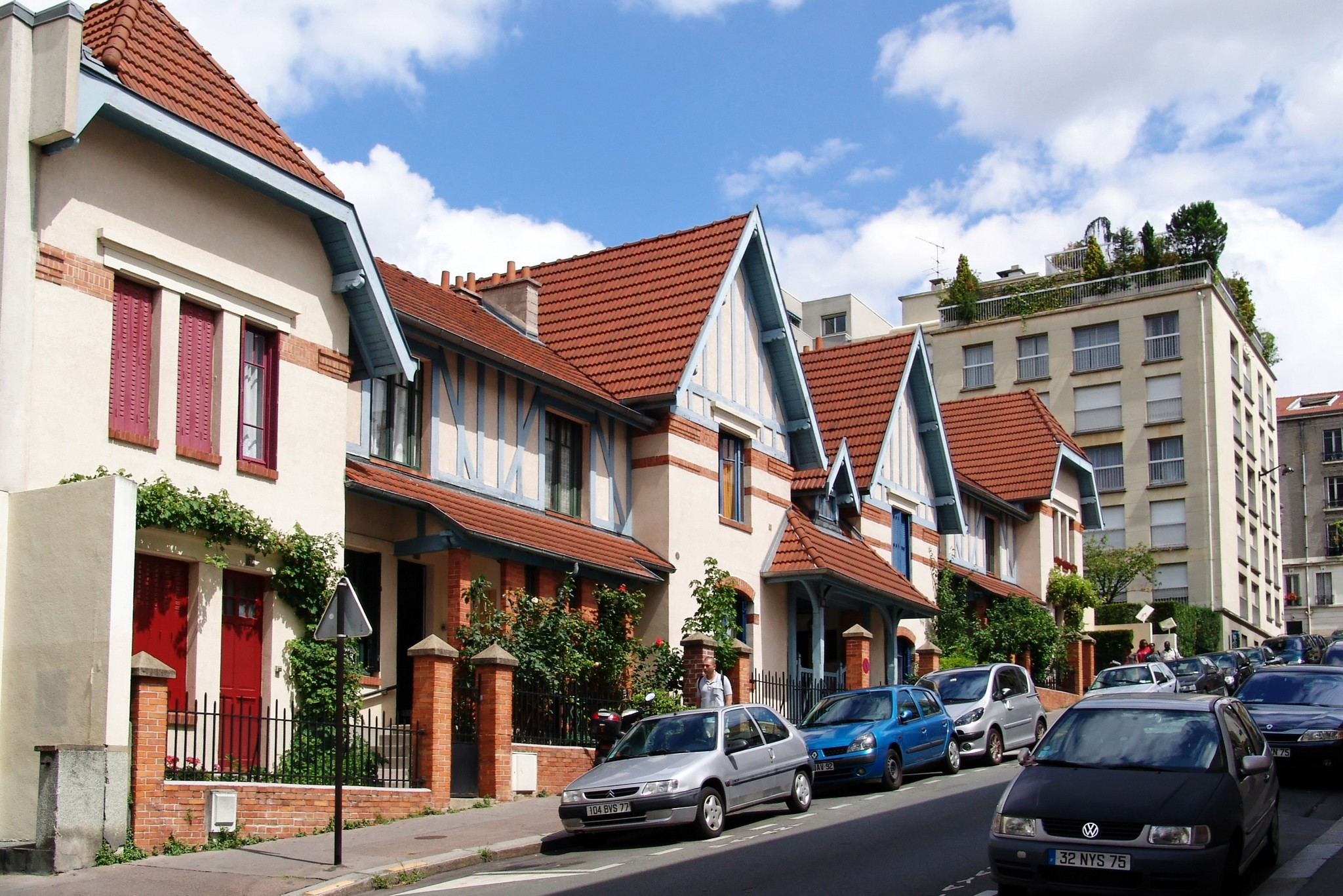
La « Petite Alsace ».

- La rue Daviel accueille au no 10 l'entrée d'un ensemble de quarante maisons en briques et à colombages construites en 1912 par l'architecte Jean Walter et appelé la « Petite Alsace ».
- Elle donne accès à la villa Daviel, petite rue en impasse bordée de maisons de ville.
- Au no 25, les éditions EDK publiant notamment Médecine/sciences.